# Colobothea nigromaculata
Colobothea nigromaculata es una especie de escarabajo longicornio del género Colobothea, categorizada en la tribu Colobotheini, de la subfamilia Lamiinae. Fue descrita por Zajciw en 1971.

## Descripción
Mide 14-18,5 mm de longitud.

## Distribución
Se distribuye por Brasil.